# GIOP
GIOP (General Inter-ORB Protocol) — абстрактный протокол в распределённых объектных системах, обеспечивающий интероперабельность брокеров. Стандарты, связанные с данным протоколом, выпускает Object Management Group (OMG).
IIOP (Internet Inter-Orb Protocol) используется GIOP для TCP/IP. IIOP является конкретной реализацией абстрактных определений GIOP.

## Краткое описание протокола
Спецификация GIOP состоит из следующих элементов:
- Определение общего представления данных (CDR). CDR — это синтаксис передачи, выполняющий отображение типов данных OMG IDL в независимое низкоуровневое представление, для передачи между брокерами и межброкерными мостами (агентами).
- Форматы сообщений GIOP. Сообщения GIOP пересылаются между агентами для передачи объектных запросов, определения местоположения объекта-исполнителя и управления коммуникационными каналами. Сообщения:
  - Request посылают для вызова отдалённого метода.
  - Reply посылается в ответ на сообщение Request. Сообщение обычно содержит данные, возвращаемые отдалённым методом. В других случаях ответ может содержать инструкцию переназначения или описание исключения, которое было брошено в сторону сервера.
  - CancelRequest используется для отмены ранее отправленного запроса (отмена ожидания ответа).
  - LocateRequest используется для проверки, знает ли сервер и поддерживает требуемый отдалённый объект, и (если нет), к какому адресу надо посылать запросы о требуемом объекте.
  - LocateReply посылается сервером как ответ на LocateRequest. Если требуется, LocateReply может содержать новый адрес отдалённого объекта, который был перемещён.
  - CloseConnection посылается сервером в качестве уведомления об отключение сервера.
  - MessageError посылается в ответ на искажённое или неверное сообщение. Это сообщение не используется для извещения об ошибках, не связанных с передачей сообщений; о такого рода ошибках сообщают в Reply.
  - Fragment — сообщение, продолжающее предыдущее. Длинные сообщения могут быть разделены на фрагменты.
- Транспортные предположения GIOP. Спецификация GIOP описывает общие предположения, сделанные относительно любого транспортного слоя сети, который может использоваться для передачи сообщения GIOP. Спецификация также описывает способы управления соединениями и ограничения на размещение сообщения GIOP.

## Форматы сообщений GIOP
Заголовок сообщения GIOP кодируется следующим образом:
1. четыре символа ASCII: GIOP;
2. два байта кодируют версию протокола. Первый байт: номер версии (только 1); второй байт: младший номер версии;
3. один байт определяет флаги сообщения. Бит с младшим весом определяет байтовый порядок (0 — big endian, 1 — little endian);
4. один байт определяет тип сообщения (Reply, Request, Fragment и другие);
5. двойное слово определяет размер сообщения (исключая 12 байт заголовка).

## Межброкерный протокол для Интернет
Основным транспортом для GIOP является TCP/IP. Определения API для библиотек поддержки TCP/IP могут меняться. Таким образом спецификация на межброкерный протокол ограничена абстрактным представлением TCP/IP и управлением связями. Способ отображения сообщений GIOP, обеспечивающий их пересылку при помощи TCP/IP-соединений, называется Internet Inter-ORB Protocol (IIOP).
Агенты, способные принимать запросы объектов или обеспечивающие установление положения объектов (то есть, серверы), публикуют свои адреса TCP/IP в IORs (интероперабельные объектные ссылки). Адрес TCP/IP состоит из IP-адреса хоста, как правило представленного именем, и номера порта TCP. Серверы должны слушать запросы на установление соединения.

## Правовой статус сокращения GIOP
CORBA, IIOP и OMG являются зарегистрированными торговыми марками Object Management Group и должны использоваться в соответствии с законом. GIOP не является зарегистрированной торговой маркой OMG. Следовательно, в некоторых случаях можно просто упомянуть, что приложение использует или реализует архитектуру, основанную на GIOP.